# Chehaima
Chehaima (em árabe: شحيمة) é uma comuna localizada na província de Tiaret, Argélia. Sua população estimada em 2008 era de 8 181 habitantes.